# Płaskoszowate
Płaskoszowate (Exobasidiaceae J. Schröt.) – rodzina grzybów z klasy płaskoszy (Exobasidiomycetes). Pasożyty roślin, zwłaszcza z rodziny wrzosowatych (Ericaceae).

## Charakterystyka
Rozwijają się na liściach, pędach i pąkach kwiatowych roślin. Te gatunki, które rozwijają się tylko na ich powierzchni powodują powstawanie plamistości, te, które przenikają strzępkami również do ich tkanek powodują zniekształcenia. Wytwarzane przez grzybnię podstawki tworzą na powierzchni rośliny warstwę hymenium, czasami pęczki, czasami podstawki tworzą się pojedynczo. Wydostają się przez zniszczoną epidermę, lub aparaty szparkowe. Bazydiospory cienkościenne, gładkie, jednokomórkowe albo dwu, lub czterokomórkowe. Na porażonej roślinie podstawki tworzą wiele pokoleń. Po wykiełkowaniu wyrasta z nich grzybnia, która u wielu gatunków wytwarza zarodniki konidialne.
W Polsce najczęściej występuje płaskosz borówki (Exobasidium vaccinii).

## Systematyka i nazewnictwo
Pozycja w klasyfikacji według Index Fungorum: Exobasidiales, Exobasidiomycetidae, Exobasidiomycetes, Ustilaginomycotina, Basidiomycota, Fungi.
Według aktualizowanej klasyfikacji Index Fungorum bazującej na Dictionary of the Fungi do rodziny tej należą rodzaje:
- Austrobasidium Palfner 2006
- Endobasidium Speschnew 1901
- Exobasidium Woronin 1867 – płaskosz
- Laurobasidium Jülich 1982
- Muribasidiospora Kamat & Rajendren 1968[3].

Nazwy naukowe na podstawie Index Fungorum. Nazwy polskie według Komisji ds. Polskiego Nazewnictwa Grzybów.